# Milovan Glišić
Milovan Glišić (în sârbă Милован Ђ. Глишић; n. 7/19 ianuarie 1847, Gradac⁠(d), Raška Municipality⁠(d), Raški upravni okrug, Serbia – d. 20 ianuarie 1908, Dubrovnik, Austro-Ungaria) a fost un scriitor, traducător și jurnalist sârb.
A fost inițiatorul nuvelei rustice sârbești de tendință socială și modalitate realistă.

## Opera
- 1879/1882: Povestiri ("Pripovetke")
- 1882: Doi bani ("Dva cvancika")
- 1885: Înșelăciunea ("Podvala").

## Ecranizări
- Fluturoaica (1973, r. Đorđe Kadijević) - bazat pe povestirea „După nouăzeci de ani” (în sârbă После деведесет година, 1880)